# Demència frontotemporal
La demència frontotemporal (DFT) (o trastorn neurocognitiu frontotemporal) comprèn diversos tipus de demència que impliquen els lòbuls frontals i temporals. Les DFT es presenten a grans trets com a trastorns del comportament o del llenguatge. Els tres principals subtipus o síndromes de variants són una variant de comportament (DFTvc, o en anglès: bvFTD) sovint i encara coneguda com a malaltia de Pick, i dues variants d'afàsia progressiva primària: variant semàntica (APvs, o en anglès: svPPA) i variant no fluent (APNF, o en anglès: nfvPPA). Dos subtipus diferents de la DFT són la malaltia per inclusió neuronal de filaments intermedis (en anglès NIFID) i la malaltia per cossos d'inclusió basòfils. Altres trastorns relacionats inclouen la síndrome corticobasal i la DFT amb esclerosi lateral amiotròfica (ELA) DFT-ELA.
Les demències frontotemporals són majoritàriament síndromes d'inici primerenc que estan relacionades amb la degeneració lobar frontotemporal (DLFT), que es caracteritza per una pèrdua neuronal progressiva que afecta principalment els lòbuls frontals o temporals i una pèrdua típica de més del 70% de les neurones del fus, mentre altres tipus de neurones romanen intactes.
La DFT va ser descrita per primera vegada per Arnold Pick el 1892 i originalment es deia malaltia de Pick, un terme ara reservat només a la variant conductual de la DFT que mostra la presència de cossos i cèl·lules de Pick. Ocupa el segon lloc en prevalença dels casos de demència d'inici precoç, després de la malaltia d'Alzheimer; la DFT representa el 20% d'aquestes demències. Els signes i símptomes solen manifestar-se a finals de l'edat adulta, més freqüentment entre els 45 i els 65 anys, afectant aproximadament igualment a homes i dones.
Els signes i símptomes habituals inclouen canvis significatius en el comportament social i personal, apatia, embotiment de les emocions i dèficits en el llenguatge expressiu i receptiu. Actualment, no hi ha cura per a la DFT, però hi ha tractaments que ajuden a pal·liar els símptomes.

## Subtipus i trastorns relacionats
Els principals subtipus de demència frontotemporal són la variant conductual de DFT, la demència semàntica, l'afàsia progressiva no fluent i la DFT associada a l'esclerosi lateral amiotròfica (DFT – ELA). Dos subtipus rars diferents són la malaltia d'inclusió de filaments intermedis neuronals i la malaltia corporal d'inclusió basòfila. Els trastorns relacionats són la síndrome corticobasal i la paràlisi supranuclear progressiva.

## Genètica
Les demències fontotemporals semblen tenir un major component familiar si es comparen amb altres malalties neurodegeneratives com la malaltia d’Alzheimer. Cada vegada s'identifiquen més mutacions i variants genètiques que necessiten una actualització constant.

## Tractament
Actualment, no hi ha cura per a la DFT. Hi ha tractaments disponibles per controlar els símptomes conductuals. La desinhibició i les conductes compulsives es poden controlar mitjançant inhibidors selectius de la recaptació de serotonina (ISRS). Tot i que l'Alzheimer i la DFT comparteixen certs símptomes, no es poden tractar amb els mateixos agents farmacològics perquè els sistemes colinèrgics no es veuen afectats en la DFT.
Com que la DFT sovint es produeix en persones més joves (és a dir, de quaranta o cinquanta anys), pot afectar greument les famílies. Sovint, els pacients encara tenen fills vivint a casa.

## Pronòstic
Els símptomes de la demència frontotemporal progressen a un ritme constant i ràpid. Els pacients que pateixen la malaltia poden sobreviure entre 2 i 20 anys. Finalment, els pacients necessitaran atenció les 24 hores per a les activitats de la vida diària.